# Waldhalle

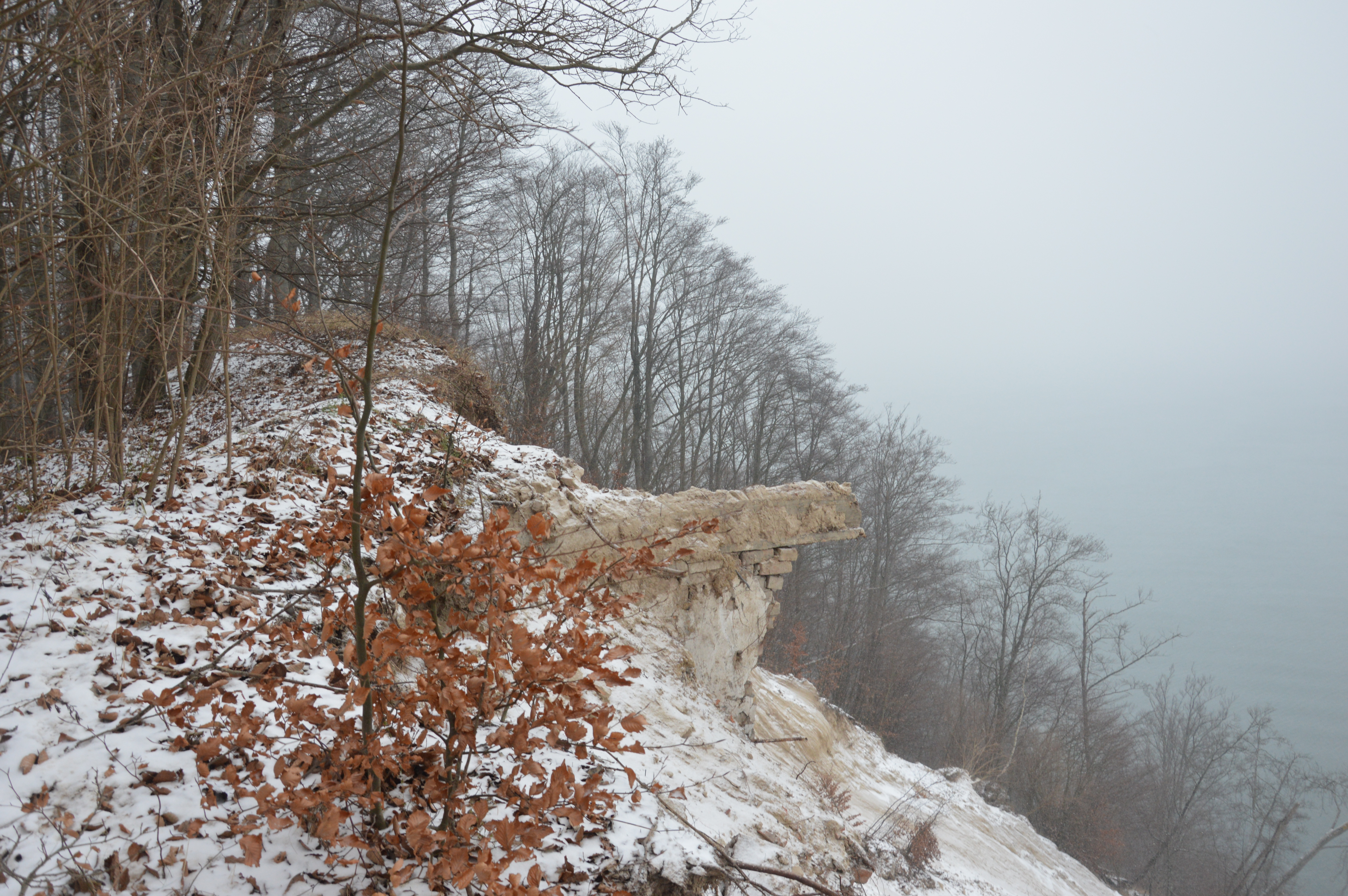
Reste der Waldhalle, Januar 2017

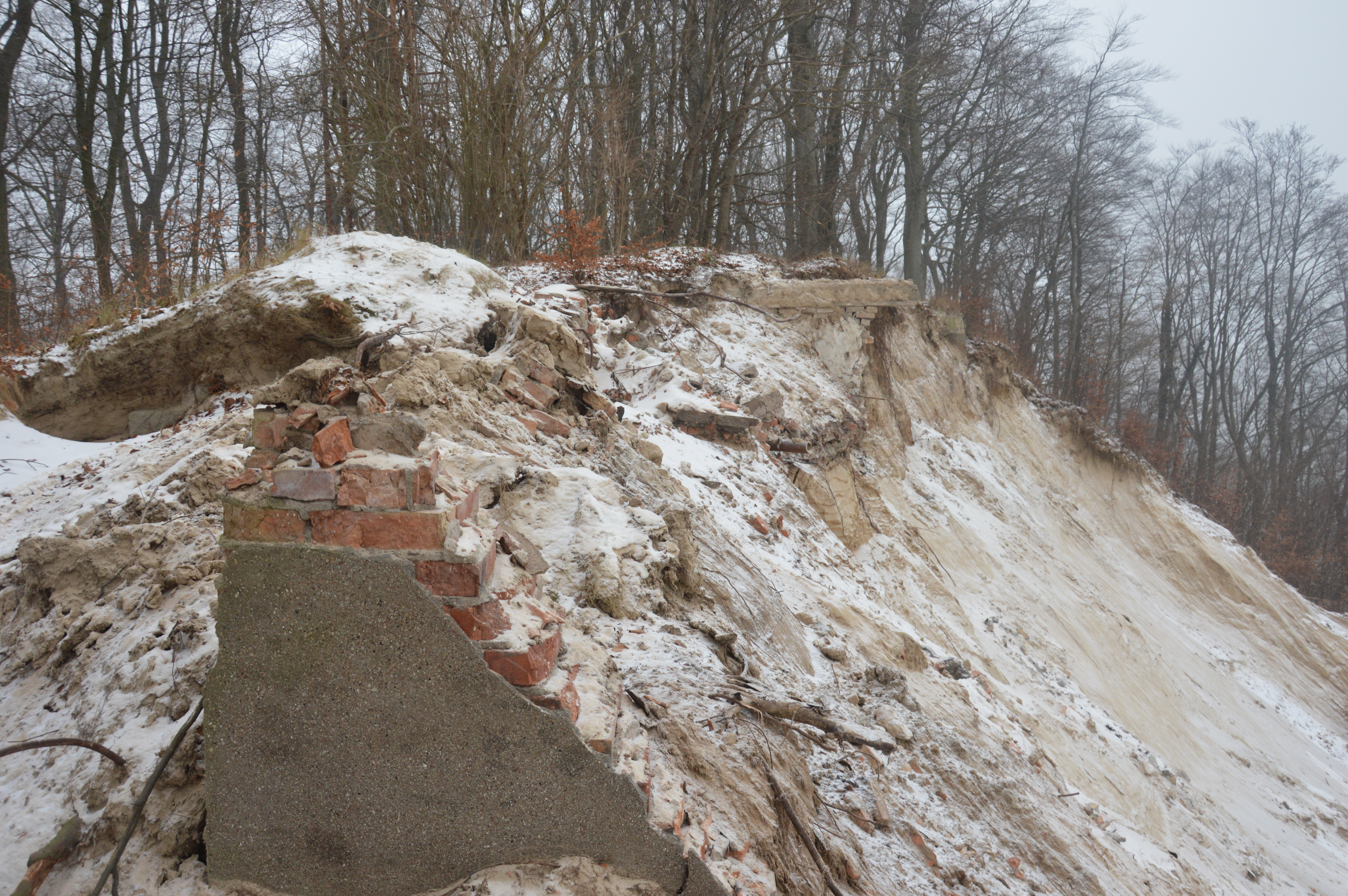
Fundamentrest, 2017

Die Waldhalle war ein Ausflugslokal in der Granitz auf Rügen in der Gemarkung von Sellin. Das Gebäude ist aufgrund der Küstenerosion nicht erhalten. Für die Umgebung wird der Name als Flurbezeichnung weiter genutzt.

## Lage
Der Bereich der Waldhalle liegt unmittelbar am zwischen Binz und Sellin verlaufenden Hochuferwanderweg und ist weiterhin unter dem Namen Ufersicht Waldhalle Teil des Wanderwegnetzes der Granitz. Südwestlich befindet sich der Schwarze See.

## Geschichte
Das Ausflugslokal Waldhalle wurde 1888 im Zuge des aufkommenden Ostseetourismus errichtet. Es befand sich auf dem 65 Meter hohen Falkenberg auf dem Steilufer der Ostsee. Vom Standort aus besteht eine weite Fernsicht bis nach Sassnitz und der Kreideküste Stubbenkammers. Nach fortschreitenden Küstenabbrüchen musste das Gebäude in den 1980er Jahren aufgegeben und abgerissen werden. Derzeit (Stand 2023) sind noch geringe Fundamentreste der Waldhalle an der Steilküste zu erkennen.